# ロバート・マックノート
ロバート・マックノート（Robert H. McNaught, 1956年 - ）は、スコットランド出身のオーストラリア国立大学に所属する天文学者である。デイヴィッド・アッシャーとともに、アーマー天文台で観測を行った。
マックノートはサイディング・スプリングサーベイに参加して1988年以降に多くの小惑星を発見し（最初に発見した小惑星には、尊敬していた本田実にちなんで(3904)本田と命名している）、2016年現在の数は481個に上る。また、サイディング・スプリング天文台のウプサラシュミット望遠鏡を用い、2006年8月7日に非周期彗星マックノート彗星 (C/2006 P1)を発見した。これは、最近数十年で最も明るい彗星となった。2007年1月12日には近日点を通過し、南半球では肉眼で見ることができた。マックノート彗星という名前がついているものは全部で22個あり、マックノートが発見した彗星は合計で82個に上る。
小惑星番号3173番の小惑星マックノートは、マックノートの名前にちなんだものである。